# Gail Nkoane Mabalane
Gail Mabalane (nhũ danh Nkoane; sinh ngày 27 tháng 12 năm 1984) là một nữ diễn viên, người mẫu, truyền thông xã hội, nữ doanh nhân và ca sĩ người Nam Phi. Cô đáng chú ý nhất với vai trò diễn xuất trong bộ phim truyền hình Nam Phi "The Wild", và gần đây đã tham gia bộ phim truyền hình dài tập "The Road", phát sóng trên Mzansi Magic mỗi tuần.

## Cuộc sống và sự nghiệp

### Tuổi thơ
Gail Nkoane sinh ra và lớn lên tại thị trấn Kimberley, Bắc Cape ở Nam Phi. Cô là con giữa của ba đứa trẻ. Mẹ cô đã đưa cô vào cuộc thi đầu tiên của mình, "Miss Tinkerbell" khi cô 5 tuổi. Chính tại thời điểm này, gia đình cô nhận thấy tiềm năng của cô. Năm 2005, cô lọt vào Top 5 Miss SA chung kết.

### Đột phá
Năm 2010, Gail đã thử giọng và trở thành Top 10 Chung kết trong mùa thứ 6 về Thần tượng Nam Phi. Cô là người đầu tiên bị loại khỏi Top 10 sau khi thực hiện "Xin đừng rời xa tôi", bài hát gốc của P! Nk.
Năm 2011, cô đã có được vai diễn đầu tay chính là Lelo Sedibe trong chương trình truyền hình MNet "The Wild", cùng với nữ diễn viên lớn của Nam Phi Connie Ferguson. Chương trình sau đó đã bị MNet hủy bỏ vào năm 2013. Vào tháng 8 năm 2015, cô xuất hiện lần đầu tiên trên truyền hình xà phòng được xem nhiều nhất ở Nam Phi, Generations: The Legacy, một lần nữa cùng với Connie Ferguson.

## Đời tư
Anh trai của Gail đã chết trong một tai nạn điện vào năm 2006. Mẹ cô đã chịu thua một căn bệnh dài hạn vào cuối năm đó vào đêm Giáng sinh. Gail kết hôn với huyền thoại âm nhạc Kwaito Nam Phi Kabelo Mabalane trong một buổi lễ riêng vào ngày 9 tháng 2 năm 2013